# Temnobasis simialis
Temnobasis simialis is een vlinder uit de familie van de grasmotten (Crambidae). De wetenschappelijke naam van deze soort is voor het eerst geldig gepubliceerd in 1916 door Max Gaede.
De soort komt voor in Kameroen.